# Lodewijk Asscher
Lodewijk Frans Asscher (phát âm tiếng Hà Lan: [ˈloːdəˌʋɛi̯k frɑns ˈɑʃər]; sinh ngày 27 tháng 9 năm 1974) là một chính trị gia người Hà Lan của Công đảng (PvdA). Ông là Phó Thủ tướng của Hà Lan và Bộ trưởng Bộ Xã hội và Việc làm trong Nội các Rutte II kể từ ngày 5 tháng 11 năm 2012. Trước đây ông từng làm thị trưởng Thị trưởng Amsterdam từ ngày 12 tháng 3 năm 2010 đến ngày 7 tháng 7 năm 2010 sau khi ông Cohen từ chức làm thị trưởng lãnh đạo Công đảng cho cuộc tổng tuyển cử Hà Lan năm 2010.

## Tiểu sử
Lodewijk Frans Asscher sinh ngày 27 tháng 9 năm 1974 tại Amsterdam trong một gia đình tôn giáo hỗn hợp; Cha của ông là gốc Do Thái và mẹ ông là người Công giáo. Cha của ông là một thành viên của Đảng Nhân dân vì Dân chủ và Tự do và mẹ ông là thành viên của Công đảng.
Asscher đã theo học Trường trung học Christelijk Sorghvliet ở La Hague. Ông học về tâm lý học (chương trình đào tạo năm 1995) và luật của Hà Lan (bằng thạc sĩ năm 1998) tại Đại học Amsterdam ở Amsterdam. Năm 2002, ông nhận bằng tiến sĩ luật của Đại học Amsterdam.

## Chính trị

### Amsterdam
Asscher đã tham gia hội đồng thành phố sau cuộc bầu cử thành phố Hà Lan năm 2002. Ngoài vai trò lãnh đạo nhóm của Đảng Lao động trong hội đồng thành phố Amsterdam, ông đã tham gia vào Ủy ban về các vấn đề chung.
Cho đến ngày 1 tháng 1 năm 2006, Asscher đã dạy luật thông tin tại Đại học Amsterdam. Trong cuốn sách "New Amsterdam", Asscher ủng hộ sự biến mất cuối cùng của quận ánh sáng màu đỏ. Một vài ngày sau khi phát hành cuốn sách, Asscher đã thu hồi tuyên bố đó, nói rằng ông không chống lại mại dâm, mà là chống lại chế độ nô lệ tình dục.
Sau cuộc bầu cử thành phố Hà Lan năm 2006, nơi ông lãnh đạo chiến dịch của Đảng Lao động ở Amsterdam, Asscher đã được bổ nhiệm làm viên chức dân cử vào ngày 26 tháng 4. Ông từng giữ chức vụ Chủ tịch Kinh tế, Sân bay và Cảng, Phó thị trưởng Amsterdam cho Đảng Lao động từ năm 2006 đến năm 2010. Và làm Thị trưởng Thị trưởng Amsterdam từ ngày 12 tháng 3 năm 2010 đến ngày 7 tháng 7 năm 2010. Sau đó ông trở thành tân giám đốc Tài chính cho đến năm Tháng 11 năm 2012.

### Hà Lan
Vào ngày 5 tháng 11 năm 2012, ông trở thành Bộ trưởng Bộ Xã hội và Việc làm và Phó Thủ tướng Chính phủ Nội các Rutte II. Tại Amsterdam, ông được Pieter Hilhorst (PvdA) kế nhiệm.
Tháng 9 năm 2014, Asscher tuyên bố tăng cường sự giám sát của bốn tổ chức Thổ Nhĩ Kỳ Hà Lan mà ông nghi ngờ cản trở hội nhập, bao gồm một nhóm tôn giáo, Millî Görüş. Điều này dẫn tới việc trục xuất 2 nghị sĩ Hà Lan Thổ Nhĩ Kỳ gốc ra khỏi Công đảng sau khi họ chỉ trích gay gắt động thái này.
Vào ngày 9 tháng 12 năm 2016 Asscher giành được sự lãnh đạo của Đảng Lao động trong cuộc bầu cử chống lại Diederik Samsom. Ông đã giành được 54,5% số phiếu bầu.